# Список опер Кристофа Виллибальда Глюка

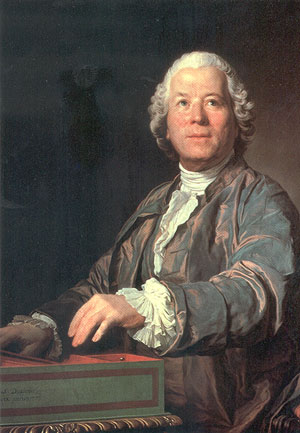
Кристоф Виллибальд Глюк. Портрет работы Жозефа Дюплесси. 1775

Оперы Кристофа Виллибальда Глюка (1714—1787) занимают важное место в музыке эпохи классицизма. Глюк входит в число самых знаменитых и влиятельных австрийских композиторов, оперы являются наиболее значимыми его произведениями. Точное количество опер, принадлежащих Глюку, указать сложно: разные источники по-разному учитывают созданные им сочинения, среди которых встречаются различные варианты одних и тех же опер; кроме того, часть нот утрачена, а авторство ряда работ спорно. Большинство источников приводит списки примерно из 50 опер. «Музыкальная энциклопедия» пишет о 107 операх, но в собственном списке также указывает около 50.
Во второй половине XVIII века Глюк осуществил реформы итальянской оперы-сериа и французской лирической трагедии, оказал влияние на развитие жанра оперы-буффа, создал концепцию новой оперы и воплотил её в ряде своих сочинений. Основным качеством новой оперы стало воссоединение сценического, поэтического и музыкального начал при активной драматической функции музыки.
Для своих опер он наиболее часто использовал либретто прославленного итальянского драматурга Пьетро Метастазио, а при создании первых реформаторских опер нашёл единомышленника в лице Раньери де Кальцабиджи, совершившего переворот в создании этого стиля.
Ряд опер Глюка поныне не сходит с мировых театральных сцен. В их числе «Орфей и Эвридика» (1762), «Альцеста» (1767), «Парис и Елена» (1770), «Ифигения в Авлиде» (1774), «Армида» (1777), «Ифигения в Тавриде» (1779), «Эхо и Нарцисс» (1779).
Оперы Кристофа Виллибальда Глюка оказали влияние на Антонио Сальери, Людвига ван Бетховена, Гектора Берлиоза, Рихарда Вагнера и других выдающихся композиторов.

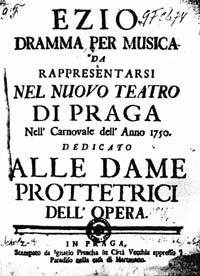
Титульный лист первого издания партитуры оперы «Эцио». Прага, 1750
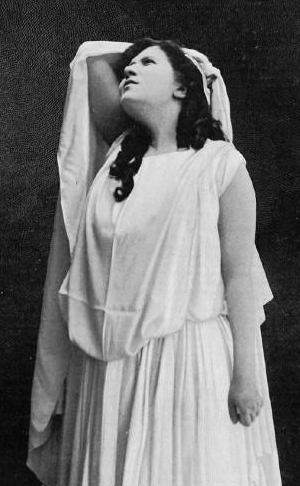
Жанна Жервиль-Реаш[англ.] (Орфей) в опере «Орфей и Эвридика». Париж, Опера-Комик, 1899
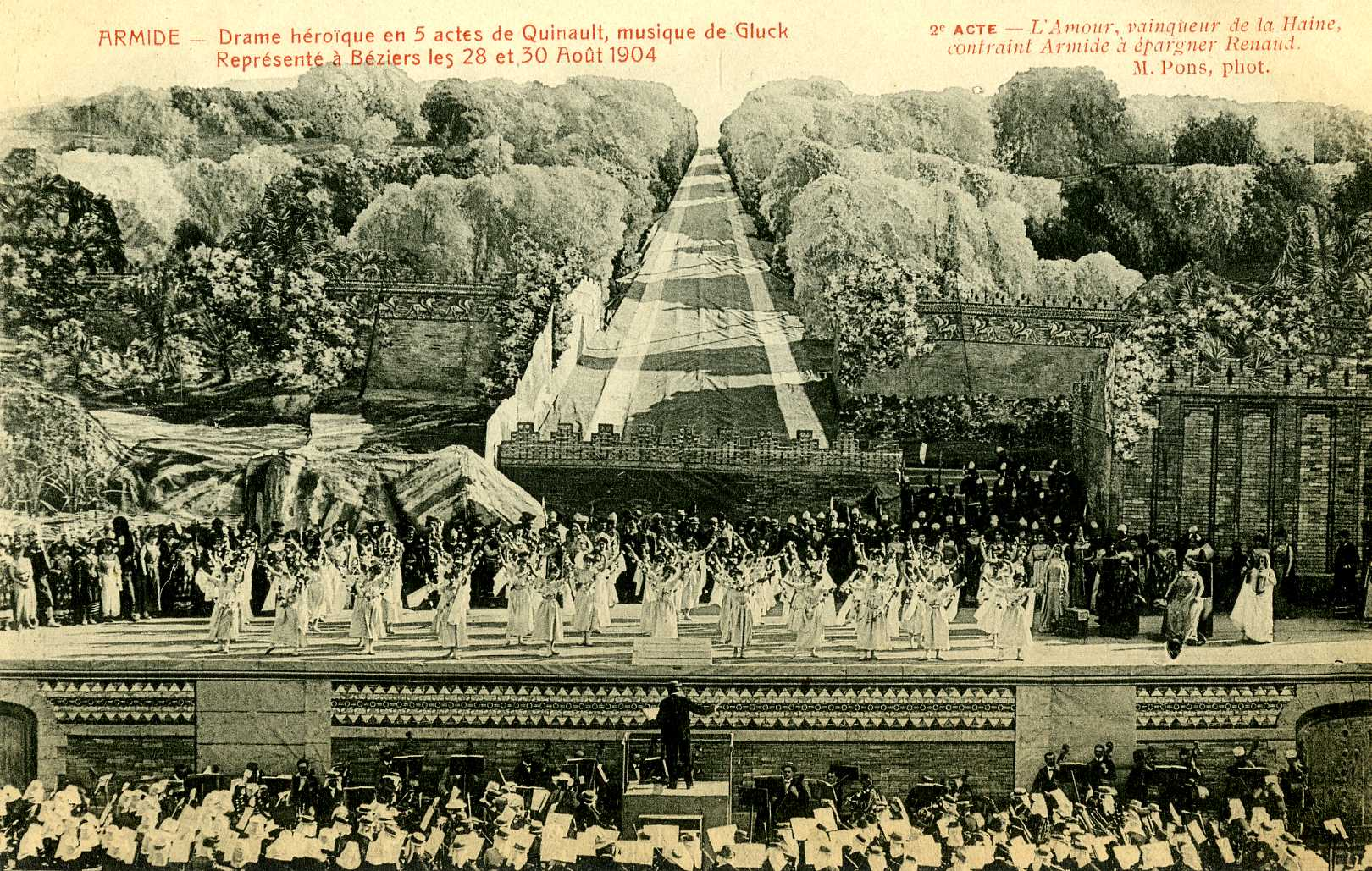
Постановка оперы «Армида» в театре «Арена» в Безье. Открытка, 1904

## Список опер
Элементы списка следуют в порядке даты первой постановки. В случае отсутствия данных в соответствующей графе поставлен прочерк.
- Голубым цветом выделены реформаторские оперы[14].
- Желтым цветом выделены оперы, музыка которых утеряна.

| Название                                                            | Оригинальное название                                            | Язык        | Жанр                      | Автор либретто                                               | Дата и место первой постановки                         | Примечания |
| ------------------------------------------------------------------- | ---------------------------------------------------------------- | ----------- | ------------------------- | ------------------------------------------------------------ | ------------------------------------------------------ | --- |
| Артаксеркс                                                          | Artaserse                                                        | итальянский | музыкальная драма         | П. Метастазио                                                | 26 декабря 1741, Милан, театр «Реджо-Дукале»           | Известны 2 арии |
| Деметрий, или Клеоника                                              | Demetrio (Cleonice)                                              | итальянский | музыкальная драма         | П. Метастазио                                                | май 1742, Венеция, театр «Сан-Самуэле»                 | Известны 8 арий |
| Демофонт                                                            | Demofoonte                                                       | итальянский | музыкальная драма         | П. Метастазио                                                | 26 декабря 1742, Милан, театр «Реджо-Дукале»           | Не сохранились: Sinfonia, 1 ария, все речитативы                                                                                             |
| Артамен (первая редакция)                                           | Artamene                                                         | итальянский | —                         | —                                                            | 1743, Крема                                            | Сохранились только фрагменты |
| Тигран                                                              | Tigrane                                                          | итальянский | музыкальная драма         | К. Гольдони                                                  | 9 сентября 1743, Крема                                 | Известны 11 арий, 1 дуэт |
| Аршак                                                               | Arsace                                                           | итальянский | пастиччо                  | А. Сальви                                                    | 26 декабря 1743, Милан, театр «Реджо-Дукале»           | Известны 8 арий |
| Софонисба, или Сифак                                                | Sofonisba                                                        | итальянский | музыкальная драма         | П. Метастазио (тексты арий); Франческо Сильвани (речитативы) | 13 января 1744, Милан, театр «Реджо-Дукале»            | Известны 11 арий, 1 дуэт |
| Мнимая рабыня                                                       | La Finta Schiava                                                 | итальянский | пастиччо                  | Франческо Сильвани                                           | 13 мая 1744, Венеция, театр «Сан-Анджело»              | |
| Гиперместра                                                         | Ipermestra                                                       | итальянский | музыкальная драма         | П. Метастазио                                                | октябрь 1744, Венеция, театр «Сан-Джованни Кризостомо» | |
| Пор                                                                 | Poro                                                             | итальянский | музыкальная драма         | П. Метастазио                                                | 26 декабря 1744, Турин, театр «Реджо»                  | Известны Sinfonia, 4 арии, 1 дуэт |
| Ипполит, или Федра                                                  | Ippolito                                                         | итальянский | музыкальная драма         | Дж. Горини-Корьо                                             | 31 января 1745, Милан, театр «Реджо-Дукале»            | Известны 8 (или 9) арий, 1 дуэт |
| Падение гигантов                                                    | La Caduta de’ Giganti                                            | итальянский | пастиччо                  | Ф. Ваннески                                                  | 7 января 1746, Лондон, театр «Хеймаркет»               | Известны 5 арий, 1 дуэт |
| Артамен (вторая редакция)                                           | Artamene                                                         | итальянский | пастиччо                  | Ф. Ваннески                                                  | 4 марта 1746, Лондон, театр «Хеймаркет»                | Известны 6 арий |
| Пирам и Фисба                                                       | Piramo e Tisbe                                                   | итальянский | пастиччо                  | —                                                            | 1746, Лондон                                           | |
| Свадьба Геракла и Гебы                                              | Le nozze d’Ercole e d’Ebe                                        | итальянский | театральная серенада      | —                                                            | 29 июня 1747, Пильниц                                  | Написана к свадьбе Фридриха Кристиана и Марии Антонии Баварской                                                                              |
| Узнанная Семирамида                                                 | La Semiramide riconosciuta                                       | итальянский | музыкальная драма         | П. Метастазио                                                | 14 мая 1748, Вена, «Бургтеатр»                         | |
| Распря богов                                                        | La contesa de' Numi                                              | итальянский | театральное празднество   | П. Метастазио                                                | 9 апреля 1749, Копенгаген, дворец Шарлоттенборг        | |
| Аэций (первая редакция)                                             | Ezio                                                             | итальянский | музыкальная драма         | П. Метастазио                                                | 1750, Прага, на карнавале                              | |
| Милосердие Тита                                                     | La clemenza di Tito                                              | итальянский | музыкальная драма         | П. Метастазио                                                | 4 ноября 1752, Неаполь, театр «Сан-Карло»              | Опера поставлена к именинам Карла III. |
| Исипила                                                             | Issipile                                                         | итальянский | музыкальная драма         | П. Метастазио                                                | 1752, Прага, на карнавале                              | Известны 4 арии |
| Китаянки                                                            | Le Cinesi                                                        | итальянский | театральная серенада      | П. Метастазио                                                | 24 сентября 1754, Шлосхоф                              | |
| Танец                                                               | La danza                                                         | итальянский | пастораль                 | П. Метастазио                                                | 5 мая 1755, Лаксенбург, театр «Фаворита»               | |
| Оправданная невинность                                              | L’innocenza giustificata                                         | итальянский | театральное празднество   | П. Метастазио (тексты арий); Дж. Дураццо (речитативы)        | 8 декабря 1755, Вена, «Бургтеатр»                      | Опера поставлена ко дню рождения императора Франца I Стефана                                                                                 |
| Триумф Камилло                                                      | Il trionfo di Camillo                                            | итальянский | —                         | —                                                            | 1755, Рим                                              | |
| Антигон                                                             | Antigono                                                         | итальянский | музыкальная драма         | П. Метастазио                                                | 9 февраля 1756, Рим, театр «Арджентина»                | |
| Король-пастух                                                       | Il re pastore                                                    | итальянский | музыкальная драма         | П. Метастазио                                                | 8 декабря 1756, Вена, «Бургтеатр»                      | |
| Мнимая рабыня                                                       | La fausse esclave                                                | французский | комическая опера          | Л. Ансом и П.-О. Л. де Маркувиль                             | 8 января 1758, Вена, «Бургтеатр»                       | Увертюра утрачена |
| Остров Мерлина, или Светопреставление                               | L’île de Merlin, ou Le monde renversé                            | французский | комическая опера          | Л. Ансом                                                     | 3 октября 1758, Вена, дворец Шёнбрунн                  | |
| Осаждённая Китира (первая редакция)                                 | Cythère assiégée                                                 | французский | комическая опера          | Ш.-С. Фавар                                                  | 1759 (весна), Шветцингер                               | |
| Кавардак, или Дьявольская свадьба                                   | Le diable à quatre, ou La double métamorphose                    | французский | комическая опера          | М. Ж. Седен                                                  | 28 мая 1759, Лаксенбург                                | Существует несколько рукописей оперы, принадлежность части которых Глюку достоверно не установлена                                           |
| Очарованное дерево, или Обманутый опекун (первая редакция)          | L’arbre enchanté, ou Le tuteur dupé                              | французский | комическая опера          | П. Л. Молин                                                  | 3 октября 1759, Вена, дворец Шёнбрунн                  | Увертюра утрачена |
| Исправившийся пьяница, или Двойная метаморфоза                      | L’ivrogne corrigé                                                | французский | комическая опера          | Л. Ансом и Ж.-Б. Лурде де Сартерр                            | апрель 1760, Вена, «Бургтеатр»                         | |
| Фетида                                                              | Tetide                                                           | итальянский | театральная серенада      | Дж. Мильявакка                                               | 8 октября 1760, Вена, Императорский дворец             | Опера поставлена к свадьбе Иосифа Австрийского и Изабеллы Бурбон-Пармской                                                                    |
| Одураченный кади                                                    | Le cadi dupé                                                     | французский | комическая опера          | П. Р. Лемонье                                                | 9 декабря 1761, Вена, «Бургтеатр»                      | Увертюра известна частично |
| Ариадна                                                             | Arianna                                                          | итальянский | пастиччо                  | Дж. Мильявакка                                               | 27 мая 1762, Лаксенбург                                | Музыка не сохранилась |
| Орфей и Эвридика (итальянская редакция)                             | Orfeo ed Euridice                                                | итальянский | трагическая опера         | Р. Кальцабиджи                                               | 5 октября 1762, Вена, «Бургтеатр»                      | |
| Триумф Клелии                                                       | Il trionfo di Clelia                                             | итальянский | музыкальная драма         | П. Метастазио                                                | 14 мая 1763, Болонья, театр «Коммунале»                | |
| Аэций (вторая редакция)                                             | Ezio                                                             | итальянский | музыкальная драма         | П. Метастазио                                                | 26 декабря 1763, Вена, «Бургтеатр»                     | |
| Непредвиденная встреча, или Пилигримы из Мекки                      | La rencontre imprévue                                            | французский | комическая опера          | Л. Э. Данкур                                                 | 7 января 1764, Вена, «Бургтеатр»                       | |
| Эней и Асканий                                                      | Enea ed Ascanio                                                  | итальянский | —                         | —                                                            | 1764, Вена                                             | Музыка не сохранилась |
| Смятенье на Парнасе                                                 | Il Parnaso confuso                                               | итальянский | театральная серенада      | П. Метастазио                                                | 24 января 1765, Вена, дворец Шёнбрунн                  | Опера поставлена к свадьбе Иосифа Австрийского и Марии Йозефы Баварской                                                                      |
| Телемах, или Остров Кирки                                           | Telemaco ossia L’isola di Circe                                  | итальянский | музыкальная драма         | М. Кольтеллини                                               | 30 января 1765, Вена, «Бургтеатр»                      | |
| Корона                                                              | La corona                                                        | итальянский | театральное представление | П. Метастазио                                                | —                                                      | |
| Пролог                                                              | Prologo                                                          | итальянский | театральное представление | Л. О. Дель Россо                                             | 22 февраля 1767, Флоренция, театр «Пергола»            | Пролог к опере Томазо Траэтты |
| Альцеста (итальянская редакция)                                     | Alceste                                                          | итальянский | трагическая опера         | Р. Кальцабиджи                                               | 26 декабря 1767, Вена, «Бургтеатр»                     | |
| Весталка                                                            | La vestale                                                       | итальянский | театральное празднество   | П. Метастазио (тексты арий); Дж. Дураццо (речитативы)        | 1768, Вена                                             | Вторая редакция «Оправданной невинности», музыка не сохранилась                                                                              |
| Празднества Аполлона - Пролог - Филемон и Бавкида - Аристей - Орфей | Le Feste d’Apollo - Prologo - Bauci e Filemone - Aristeo - Orfeo | итальянский | театральное празднество   | К. И. Фругони и Р. Кальцабиджи                               | 24 августа 1769, Парма, Придворный театр               | Театральное празднество в трёх не связанных сюжетно частях, с прологом, поставленное к свадьбе герцога Фердинанда и Марии Амалии Австрийской |
| Парис и Елена                                                       | Paride ed Elena                                                  | итальянский | музыкальная драма         | Р. Кальцабиджи                                               | 3 ноября 1770, Вена, «Бургтеатр»                       | |
| Ифигения в Авлиде                                                   | Iphigénie en Aulide                                              | французский | трагическая опера         | Ф. дю Рулле                                                  | 19 апреля 1774, Париж, Королевская академия музыки     | |
| Орфей и Эвридика (французская редакция)                             | Orphée et Eurydice                                               | французский | трагическая опера         | П. Л. Молин                                                  | 28 августа 1774, Париж, Королевская академия музыки    | |
| Очарованное дерево, или Обманутый опекун (вторая редакция)          | L’arbre enchanté                                                 | французский | комическая опера          | П. Л. Молин                                                  | 27 февраля 1775, Версаль                               | |
| Осаждённая Китира (вторая редакция)                                 | Cythère assiégée                                                 | французский | опера-балет               | Ш. С. Фавар                                                  | 1 августа 1775, Париж, Королевская академия музыки     | |
| Альцеста (французская редакция)                                     | Alceste                                                          | французский | трагическая опера         | Ф. дю Рулле                                                  | 22 апреля 1776, Париж, Королевская академия музыки     | |
| Армида                                                              | Armide                                                           | французский | героическая опера         | Ф. Кино                                                      | 23 сентября 1777, Париж, Королевская академия музыки   | |
| Ифигения в Тавриде (французская редакция)                           | Iphigénie en Tauride                                             | французский | трагедия                  | Н. Ф. Гийяр и Ф. дю Рулле                                    | 18 мая 1779, Париж, Королевская академия музыки        | |
| Эхо и Нарцисс (первая редакция)                                     | Echo et Narcisse                                                 | французский | лирическая опера          | Л. Т. Чуди                                                   | 21 сентября 1779, Париж, Королевская академия музыки   | |
| Эхо и Нарцисс (вторая редакция)                                     | Echo et Narcisse                                                 | французский | лирическая опера          | Л. Т. Чуди                                                   | 1780, Париж                                            | |
| Ифигения в Тавриде (немецкая редакция)                              | Iphigenie aus Tauris                                             | немецкий    | трагедия                  | Й. Б. Альксингер и К. В. Глюк                                | 23 октября 1781, Вена, «Бургтеатр»                     | |

## Оперы, приписываемые Глюку
| Название        | Оригинальное название        | Язык        | Жанр             | Автор либретто | Дата и место первой постановки         | Примечания |
| --------------- | ---------------------------- | ----------- | ---------------- | -------------- | -------------------------------------- | --- |
| —               | Le déguisement pastoral      | французский | комическая опера | —              | 12 июля 1756, Вена, дворец «Шёнбрунн»  | Опера была получена из Парижа и поставлена в Вене в 1756 году. Глюк, как композитор придворной оперы, в некоторых источниках был ошибочно назван её автором. Вероятнее всего, авторство принадлежит Питеру Ван Малдеру |
| —               | Le Chinois poli en France    | французский | пародия          | Л. Ансом       | 1756, Лаксенбург                       | В 1753 году была поставлена опера Селлитти Le Chinois de retour. Опера Le Chinois poli en France является пародией на неё и состоит из заимствований и шаблонов. По этой причине Глюк не может считаться её автором    |
| Сельская любовь | Les amours champêtres        | французский | комическая опера | —              | 5 ноября 1758, Вена, дворец «Шёнбрунн» | Опера содержит заимствования из Le déguisement pastoral и пародии на другие произведения. Как следствие, Глюк не является её автором                                                                                   |
| —               | Isabelle et Gertrude         | французский | комедия          | Ш.-С. Фавар    | 14 августа 1759                        | Музыка М. Блеза. Три арии заимствованы у Глюка |
| —               | On ne s’avise jamais de tout | французский | комическая опера | —              | 14 сентября 1761, Париж                | Опера ошибочно внесена в каталог под именем Глюка. На самом деле принадлежит Монсиньи |

## Комментарии
1. 1 2  Большинство источников ошибочно указывает в качестве места первой постановки Кремону. Однако театр в Кремоне был построен только в 1747 году[20].
2. ↑  По пьесе Франческо Сильвани[итал.] «Добродетель торжествует над любовью и ненавистью».
3. ↑  Совместно с Дж. Б. Лампуньяни[итал.]. Глюк написал музыку к первому акту из трёх.
4. ↑  Совместно с Дж. Маккари (в Catalogue, 1904, p. 188 — Giacomo Mannari), Дж. Б. Лампуньяни, Л. Винчи.
5. ↑  См. также Пор.
6. ↑  По пьесе П. Метастазио «Александр в Индии».
7. ↑  Обработка сюжета Б. Виттури.
8. 1 2 3 4 5 6  Перевод названия в авторитетных источниках отсутствует.
9. ↑  У Рыцарева автор либретто — П. Метастазио.
10. ↑  Первоначально опера носила название L’eroe cinese[42].
11. ↑  Первоначально опера носила название «Обманчивая искательница приключений» (фр. La fausse aventurière)[8].
12. ↑  По сюжету А. Р. Лесажа и Ж.-Ф. д’Орневаля[фр.] Le monde renversé[8].
13. 1 2  Название приведено по Кендалл, 2006, в соответствии с названием острова Китира. В других источниках встречается название «Осаждённая Цитера» (например, Рыцарев, 1987, с. 176).
14. ↑  По сюжету романа Лонга «Дафнис и Хлоя».
15. 1 2  Несмотря на несоответствие оригинальным названия по Wotquenne, 1904 и Ballola, Segreto, 1987, и Маркус, и Рыцарев используют для опер Le diable à quatre и L’ivrogne corrigé переводы «Кавардак, или Дьявольская свадьба» и «Исправившийся пьяница, или Двойная метаморфоза». У Маркуса в качестве оригинального названия указано Le diable а quatre, ou le Mariage du Diable и L’ivrogne corrigé ou la Double metamorphose соответственно.
16. ↑  По басне Ж. де Лафонтена L’Ivrogne et sa Femme[60].
17. ↑  На немецком языке.
18. ↑  По пьесе А. Р. Лесажа и Ж.-Ф. д’Орневаля «Паломники из Мекки».
19. ↑  По сюжету К. С. Капече.
20. ↑  Представление должно было состояться 4 октября 1765 года на именинах императора Франца, но было отменено из-за смерти императора 18 августа 1765 года[68].
21. ↑  По трагедии Еврипида «Алкеста».
22. ↑  По пьесе Жана Расина и трагедии Еврипида[55].
23. 1 2 3 4 5 6  Ballola, Segreto, 1987, p. 454 в качестве места указывают «Париж, Королевская академия» (Parigi, Académie Royale).
24. 1 2  По либретто Р. Кальцабиджи[55].
25. ↑  По произведению Ж.-Ж. Ваде.
26. ↑  Первоначально премьера была назначена на 16 апреля 1776, но была отложена. На партитуре также имеется дата 20 апреля 1776[95].
27. ↑  По поэме Т. Тассо «Освобождённый Иерусалим».
28. ↑  По драме К. де ла Туша[фр.].
29. 1 2  По поэме Овидия «Метаморфозы».
30. ↑  По данным других источников премьера состоялась 24 сентября 1779 года[8][83].